# Valdemar Hagström

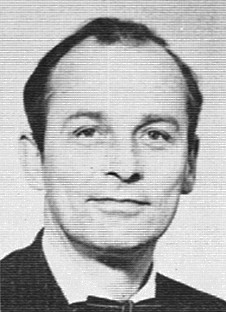
Valdemar Hagström.

John Valdemar Hagström (av sina kollegor kallad ”Valle”), född 24 juni 1918, död 3 november 2001 i Spånga, var en svensk arkitekt. 

## Biografi

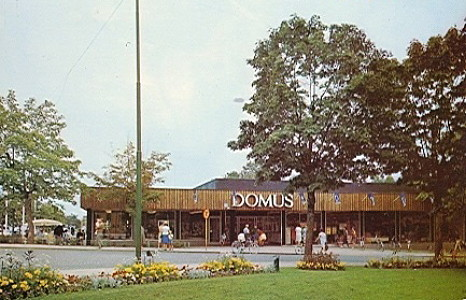
Domusvaruhuset i Hjo, tidigt 1960-tal.

Efter arkitektutbildning vid KTH i Stockholm hade Hagström anställning vid HSBs arkitektkontor, stadsarkitektkontoret i Gävle stad och som byrådirektör på Byggnadsstyrelsens utredningsbyrå. Han var även medarbetare till arkitekt Ture Ryberg. 
Huvuddelen av sitt yrkesaktiva liv var Hagström anställd arkitekt vid Kooperativa förbundets arkitektkontor (KFAI). Han hörde till en grupp arkitekter som kom i början av 1960-talet till KFAI, bland dem Lars-Olof Rylander, Lars Malmström och Karl-Erik Ljunggren. Under sina 20 år på kontoret bidrog han med att den kooperativa utbyggnadstakten, under främst 1960-talet, kunde förverkligas.
Till hans arbeten på KFAI hör några Domusvaruhus i bland annat Oxelösund, Stenungsund, Hjo och Sävsjö, ofta i samarbete med Lars-Olof Rylander. Domus Sävsjö var stadens första varuhus och hade en pelarfri enplanslösning vilket gav största möjliga flexibilitet. Han stod även för utformningen av en lång Konsumbutiker runtom i Sverige. Efter pensioneringen ägnade han sig åt sin konstnärliga begåvning och visade sig som en skickligare porträttmålare.
Valdemar Hagström är begravd på Järfälla kyrkogård.

## Runda villan

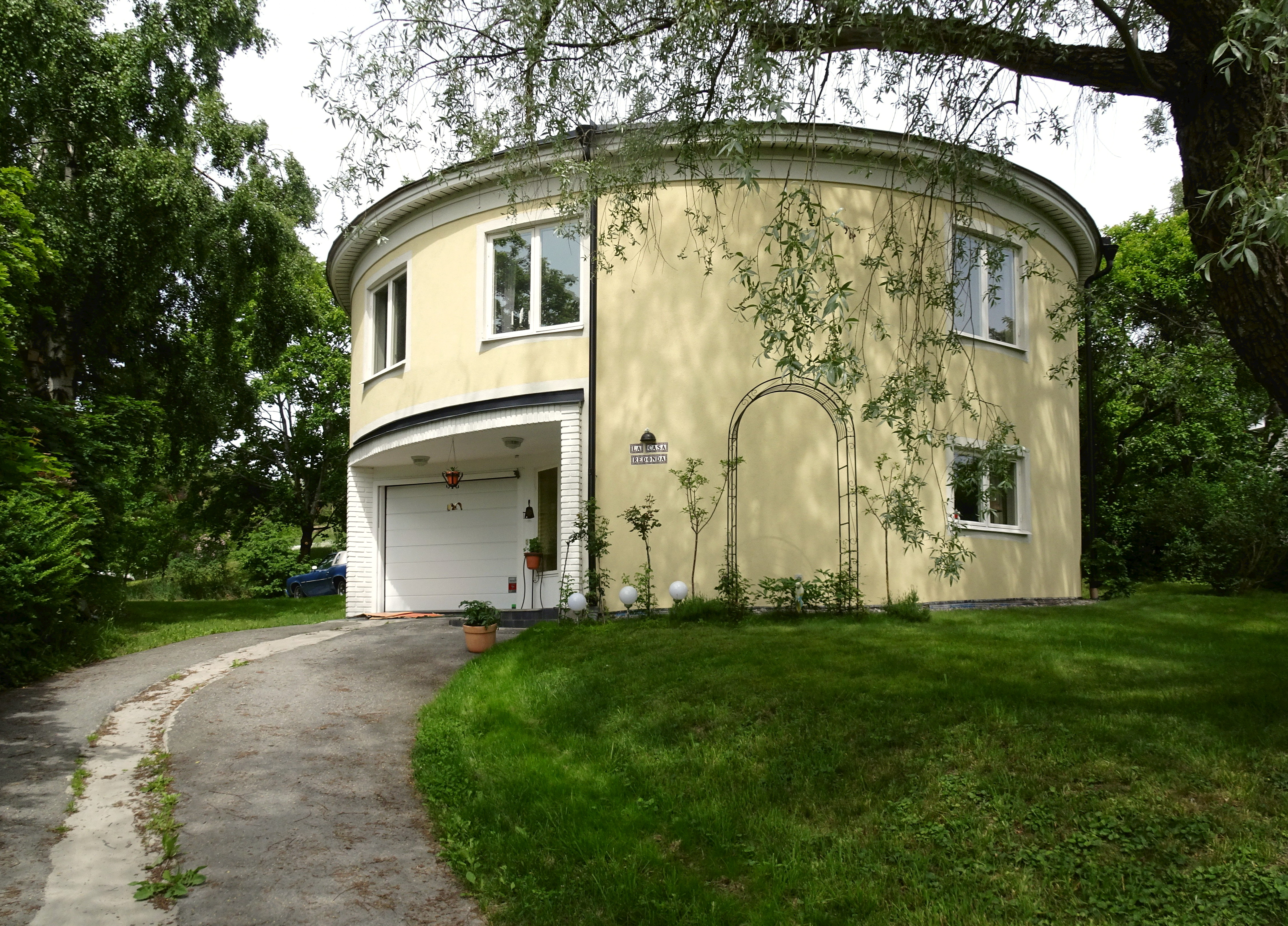
Runda villan i Huddinge, juni 2017.

Bland hans arbeten från före KFAI-tiden kan nämnas Runda Villan eller Tårthuset vid Annerstavägen i Huddinge kommun som han ritade 1955 för en husfabrik i Småland. Villan skulle fungera som företagets visningshus och uppfördes med en ovanlig gjutteknik. En glidform var förankrat i en stolpe i husets centrum och formen fylldes med ett för tiden nytt byggnadsmaterial som kallades ”gummibetong”.  
Fasaderna ytbehandlades med grov spritputs. Huset fick två våningar med cirkelrund planlösning och sex rum och kök. I över våningsplanet lades (medurs) vardagsrum, sovrum, kök, bad och ytterligare två sovrum. Trappa och hall placerades i husets centrum. Villan var mycket svårsåld och blev känd som "huset ingen ville ha". Huset stod obebott i tio år innan en köpare dök upp. Byggnaden har idag inte längre sin ursprungliga färgsättning som var rött puts med omålat rött tegel kring entrén.